# Egil Askjellsson
Egil Askjellsson (m. 1094),  fue uno de los últimos influyentes caudillos vikingos de Noruega. Fue lendmann de Sogn y líder del clan familiar de Aurlandsætta, descendiente de Erling Skjalgsson. Era aliado de Steigar-Tore de Oppland y se unió a su rebelión contra Magnus III de Noruega, apoyando al pretendiente Svein Haraldsson. Snorri Sturluson escribió sobre él que era «uno de los hombres más ricos y poderosos de Noruega.»
Fue capturado junto a Steigar-Tore por el rey Magnus en Harm (Brønnøy) en 1094, ambos juzgados, sentenciados y ejecutados en la horca al instante.